# Zwartnoc

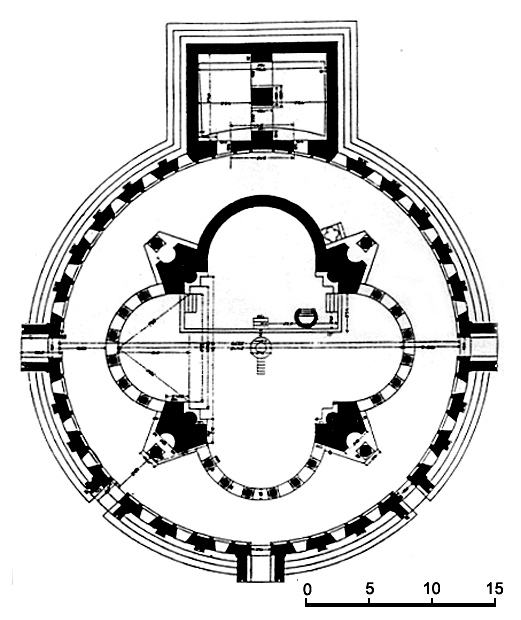
Plan katedry – rekonstrukcja Torosa Toramaniana

Zwartnoc (orm. Զվարթնոց) – miejscowość w Armenii, położona w prowincji Armawir ok. 15 km na zachód od stolicy kraju, Erywania, słynąca z ruin katedry z VII wieku. Ruiny katedry w Zwartnocu zostały wpisane w roku 2000 na listę światowego dziedzictwa kulturalnego UNESCO. W pobliżu Zwartnocu znajduje się także port lotniczy Erywań.

## Katedra
Kościół katedralny w Zwartnocu został wzniesiony w latach 643-661 przez katolikosa Nersesa III Budowniczego. Został zbudowany w formie centralnej świątyni o trzech kondygnacjach, zwieńczonej kopułą. Jako materiał posłużył miejscowy kamień wulkaniczny w kolorze różowym. Mury przyziemia składały się z okładziny ze starannie obrobionych płyt i wypełnienia z gruzu kamiennego zmieszanego z zaprawą wapienną. Prostokątne bloki kamienia tworzące mur były ściśle dopasowane do siebie. Kamienna konstrukcja niosąca wyższe kondygnacje nie wytrzymała trzęsienia ziemi w roku 930 i świątynia uległa całkowitemu zniszczeniu. Nie było prób odbudowy. Ruina przez tysiąc lat służyła jako źródło kamienia budowlanego, m.in. kapitele kolumn zostały użyte przy budowie katedry w niedalekim Eczmiadzinie. Dopiero w roku 1893 mnich ormiański Mesrop Ter-Mowsesjan rozpoczął prace wykopaliskowe. Do badań archeologicznych włączył się w roku 1904 architekt Toros Toramanian (1864—1934). Okazało się, że pod gruzami zachowały się liczne detale rzeźbiarskie, świadczące o wysokich umiejętnościach dawnych rzemieślników: ornamenty roślinne z kiściami winogron i plecionki z monogramem katolikosa Nersesa.

## Próba rekonstrukcji
Toros Toramanian podjął się prób rekonstrukcji świątyni. Według nich katedra składała się z trzech kondygnacji. Pierwsza kondygnacja otoczona była pierścieniem z muru o grubości 2 m, tworzącego krąg o średnicy wewnętrznej 35 m i zewnętrznej 39 m. Pośrodku znajdowały się cztery filary i cztery rzędy po 6 kolumn, ustawionych łukowo i tworzących tetrakonchę - cztery półkoliste apsydy wokół centralnej przestrzeni pod kopułą. Nad nimi wznosiły się dwie kondygnacje tworzące uskoki i zwieńczone centralną kopułą. 
Przy rekonstrukcji Toramanian oparł się na analogiach z podobnymi, znacznie mniejszymi świątyniami Armenii. Próby te nie zostały nigdy zrealizowane. Teren wykopalisk uporządkowano, poskładano ocalałe fragmenty. W roku 1937 powstało muzeum, gromadzące elementy pochodzące z wykopalisk.
W dzielnicy Erywaniu Malatia-Sebastia zbudowano w roku 2003 kościół pod wezwaniem św. Trójcy będący rekonstrukcją świątyni w Zwartnocu.

## Galeria

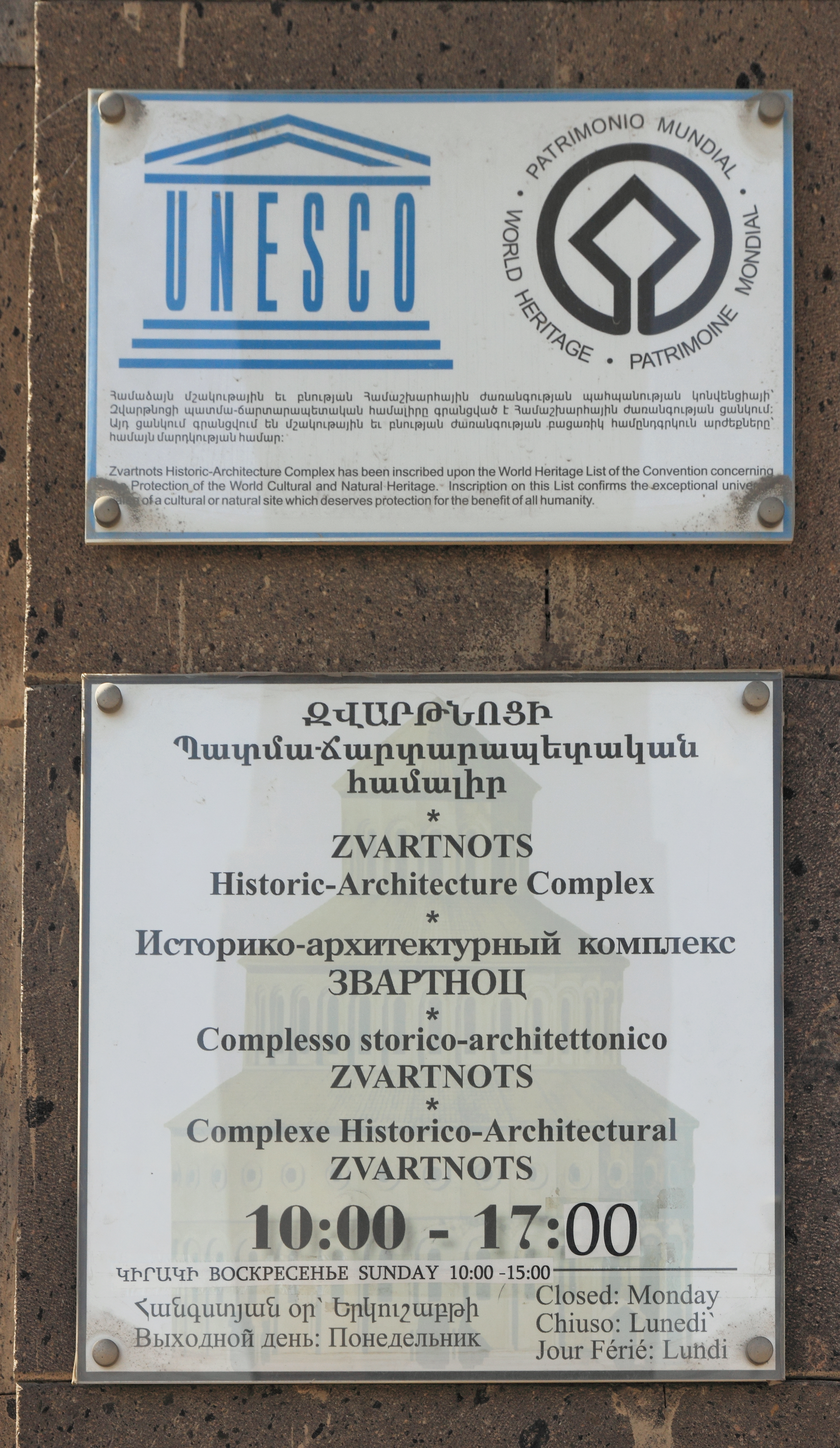
Tabliczki przy wejściu
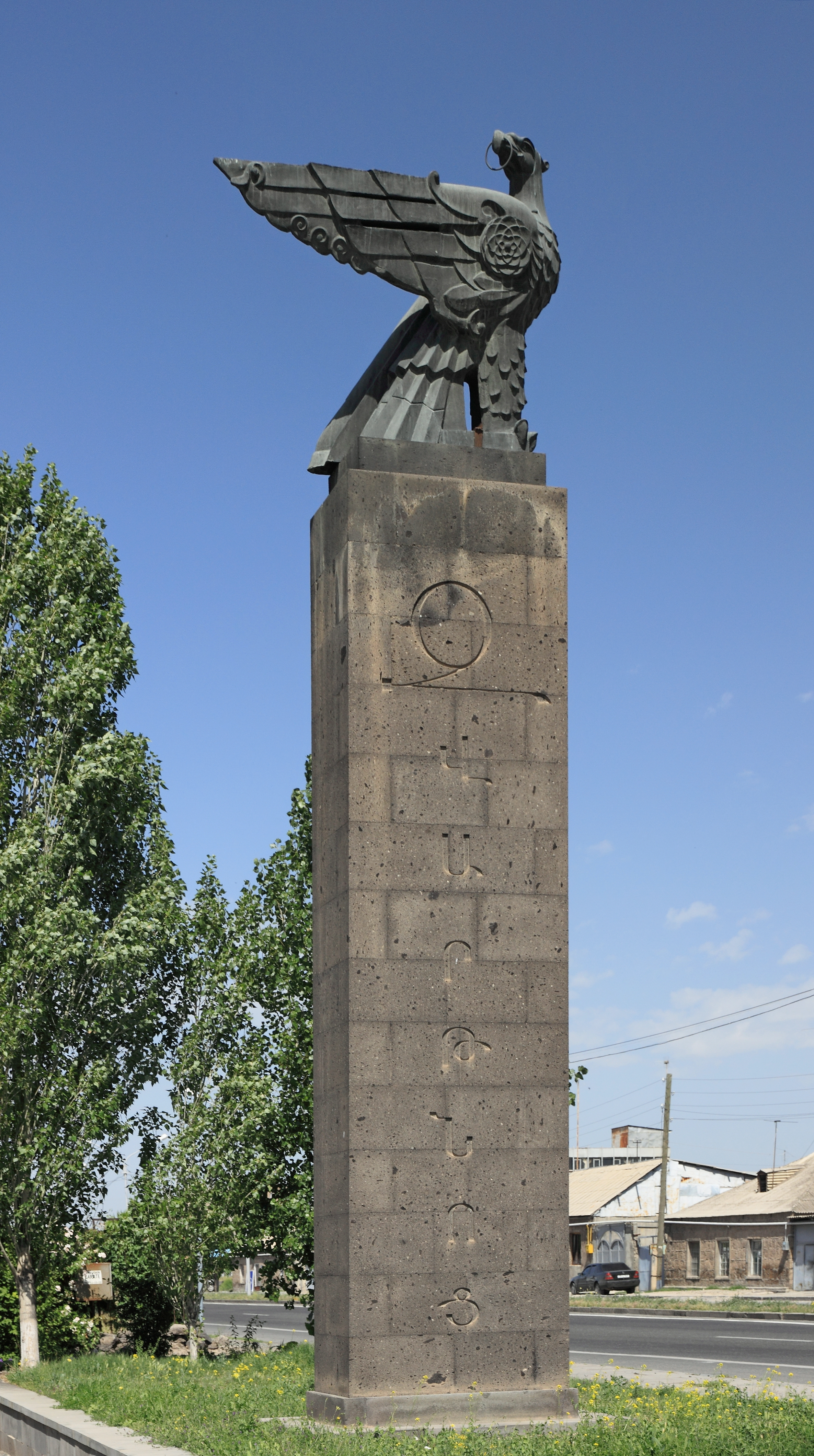
Pomnik przy wejściu
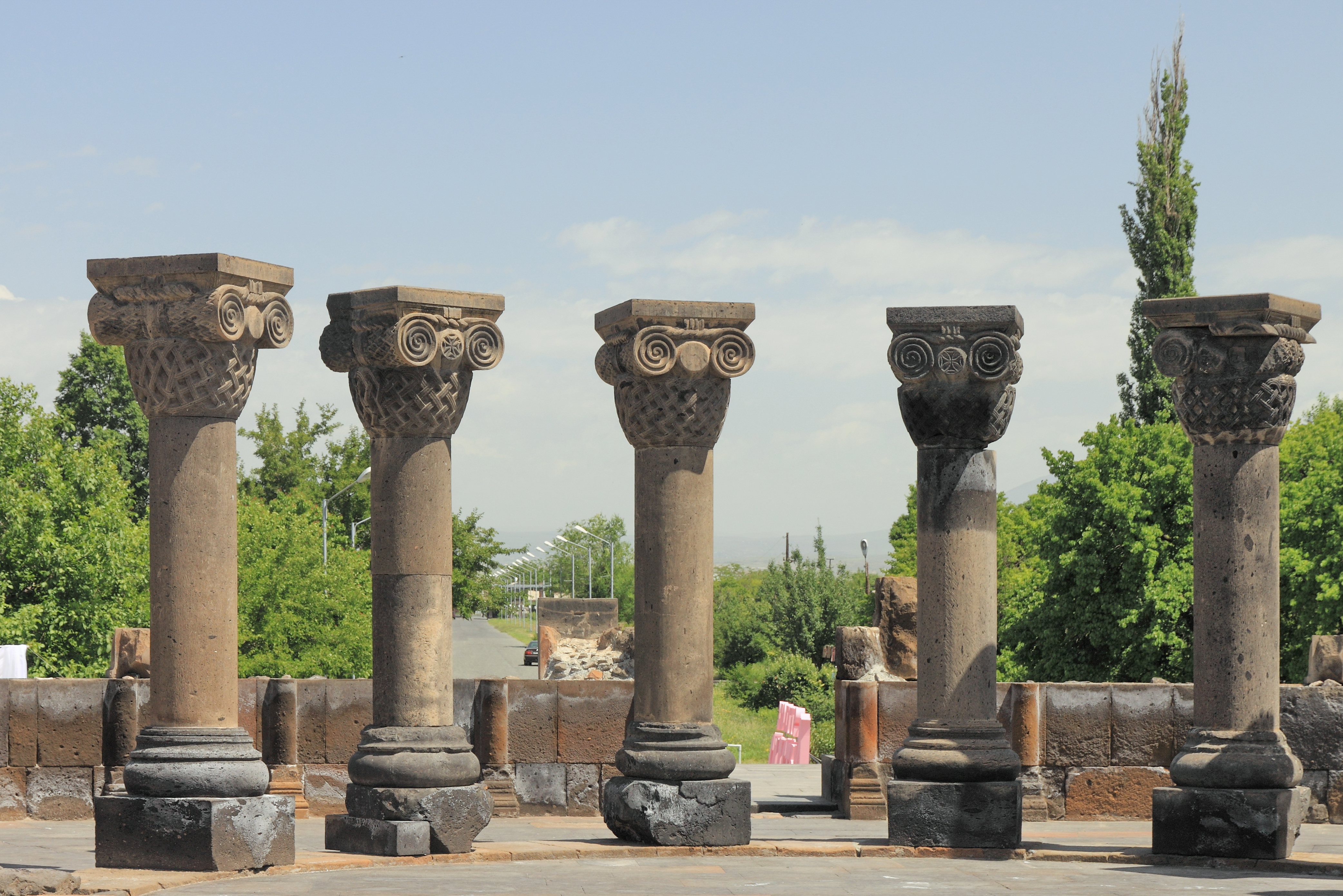
Kolumny
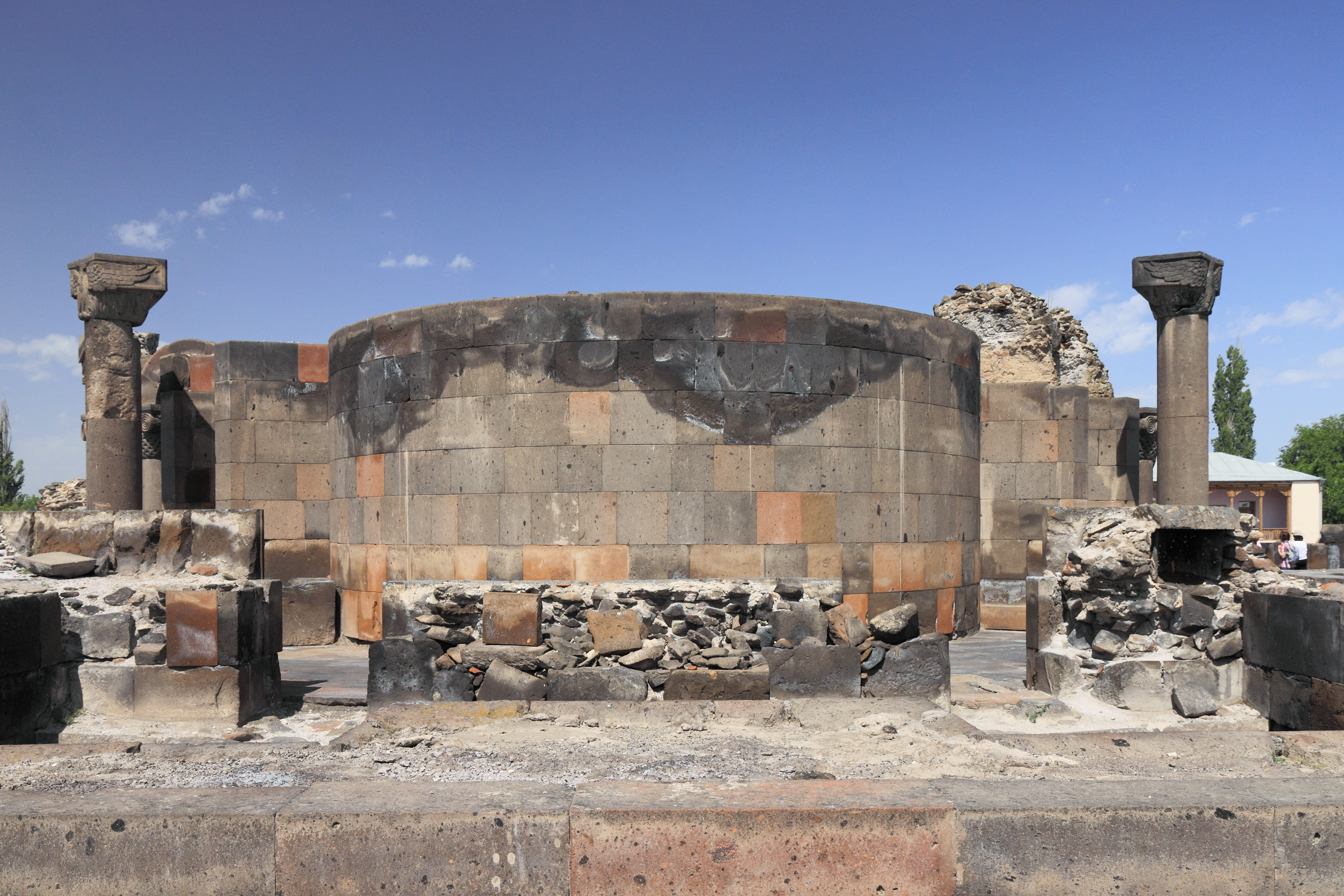
Ruiny katedry
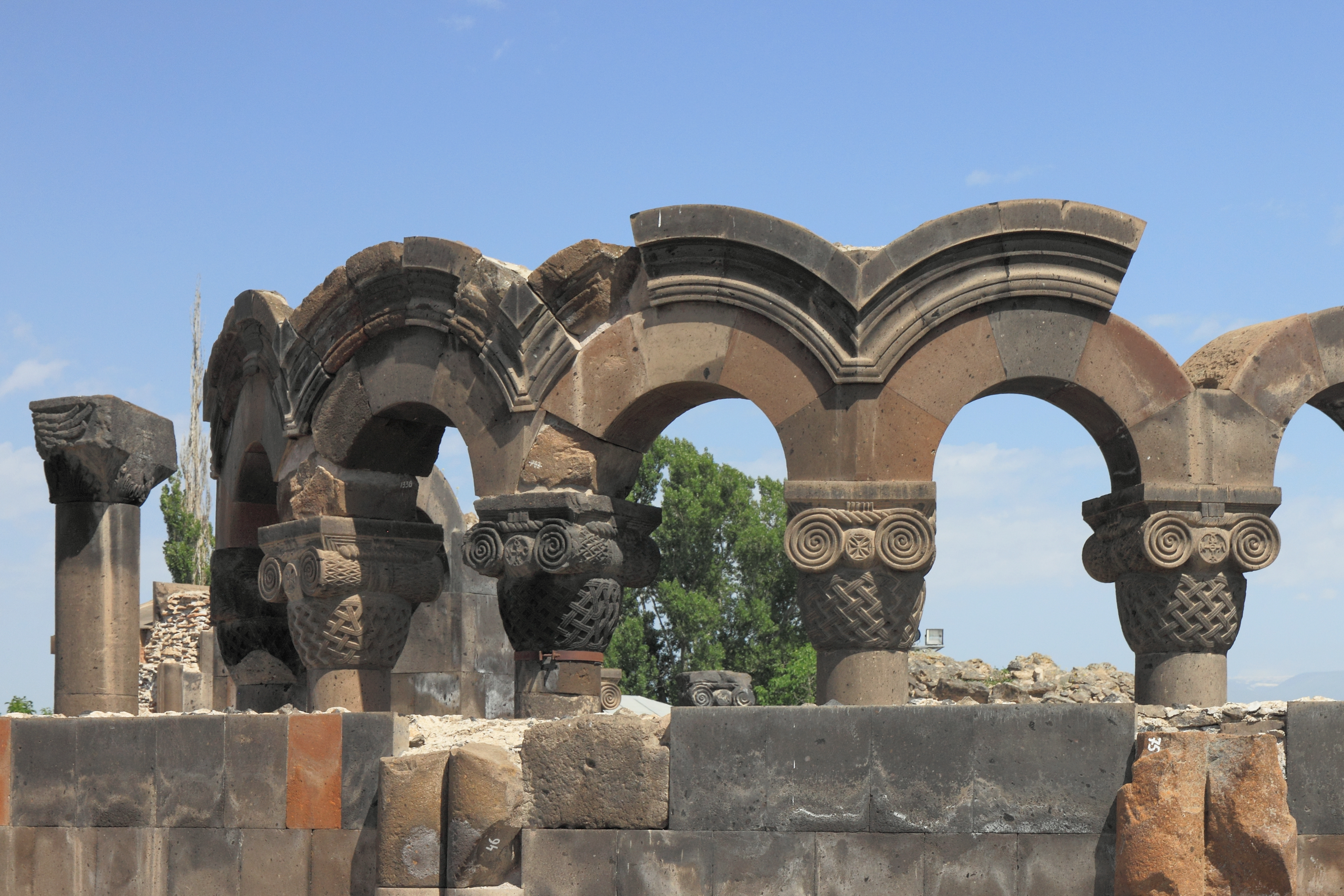
Ruiny katedry
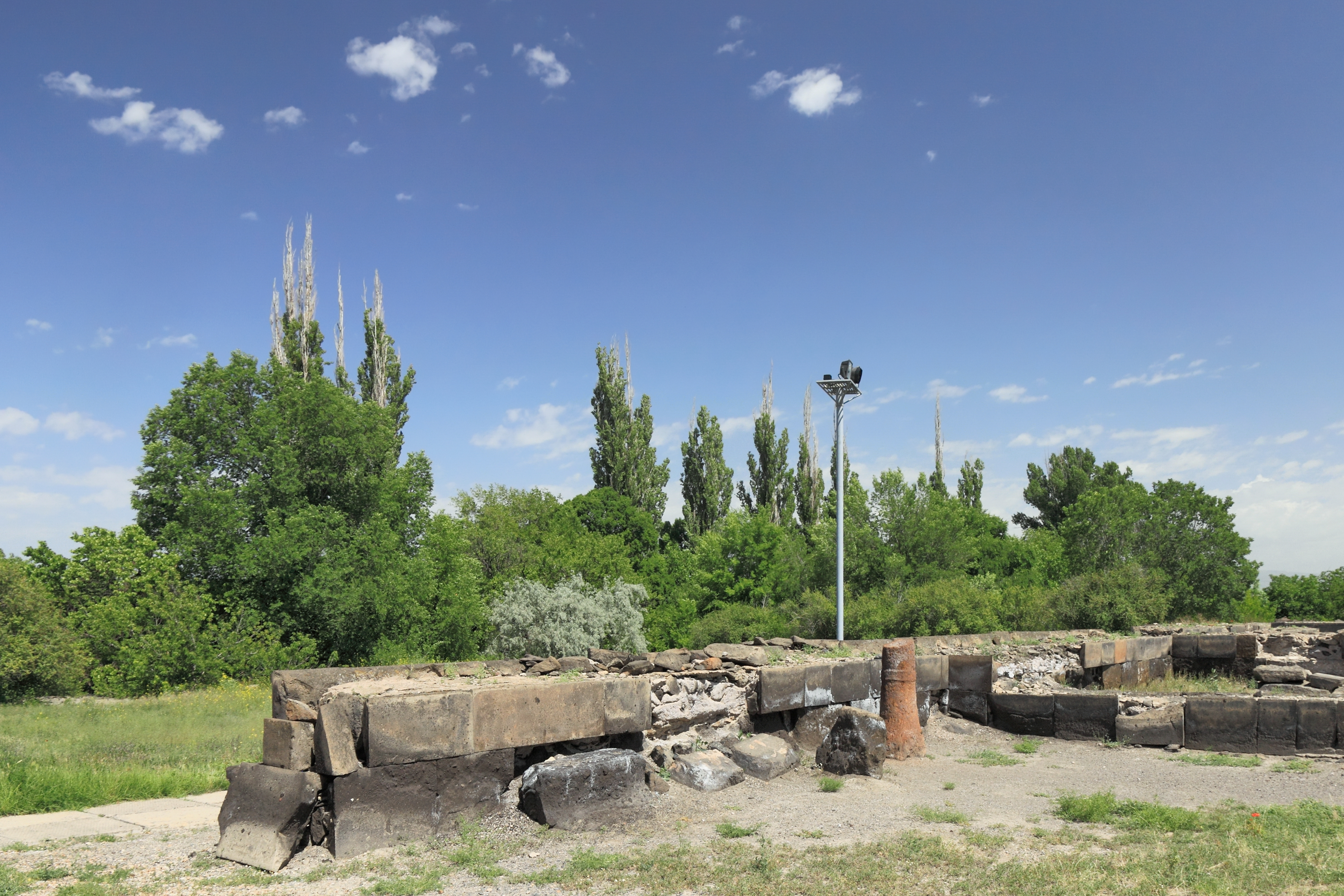
Ruiny katedry
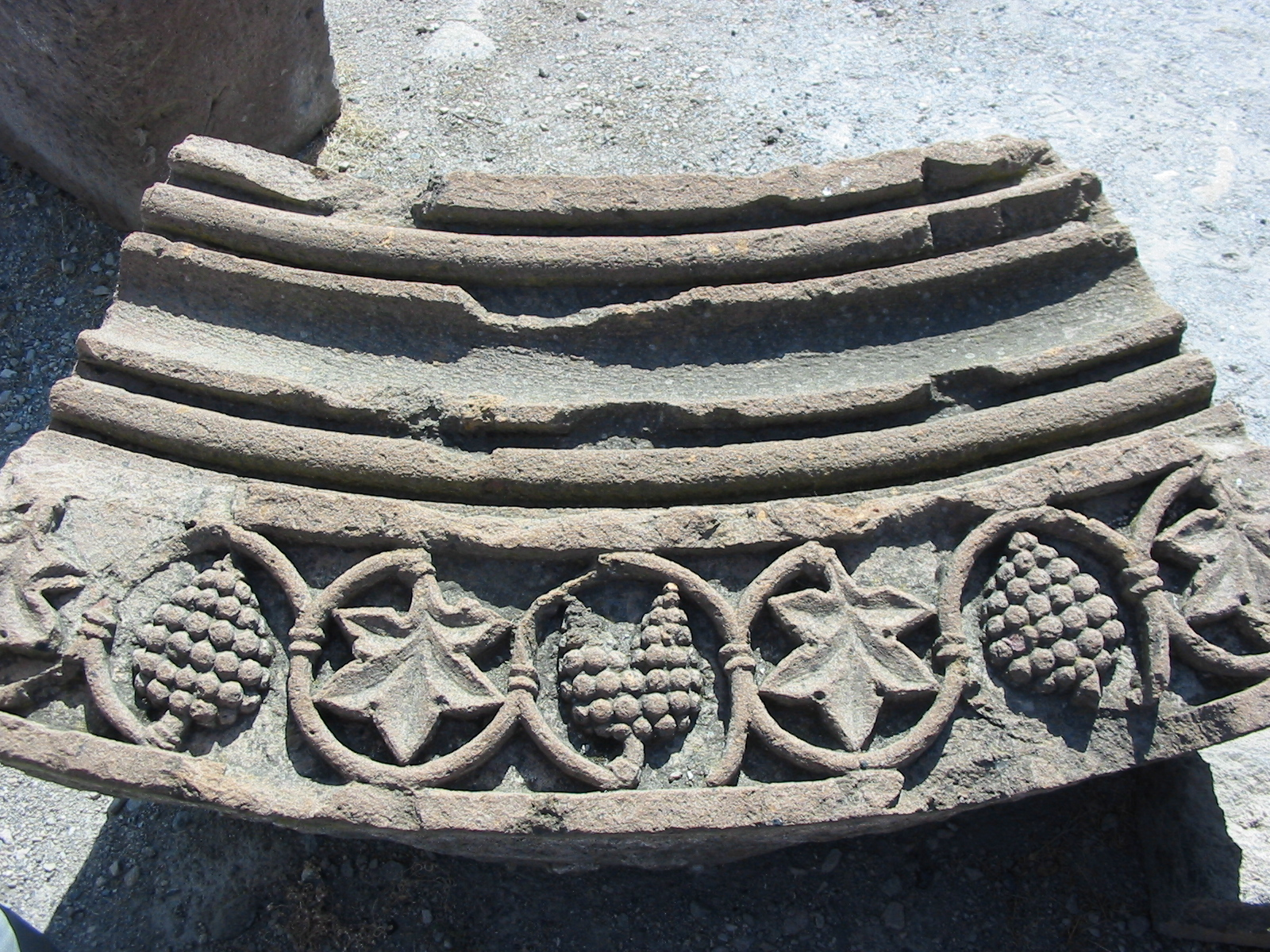
Ornament roślinny
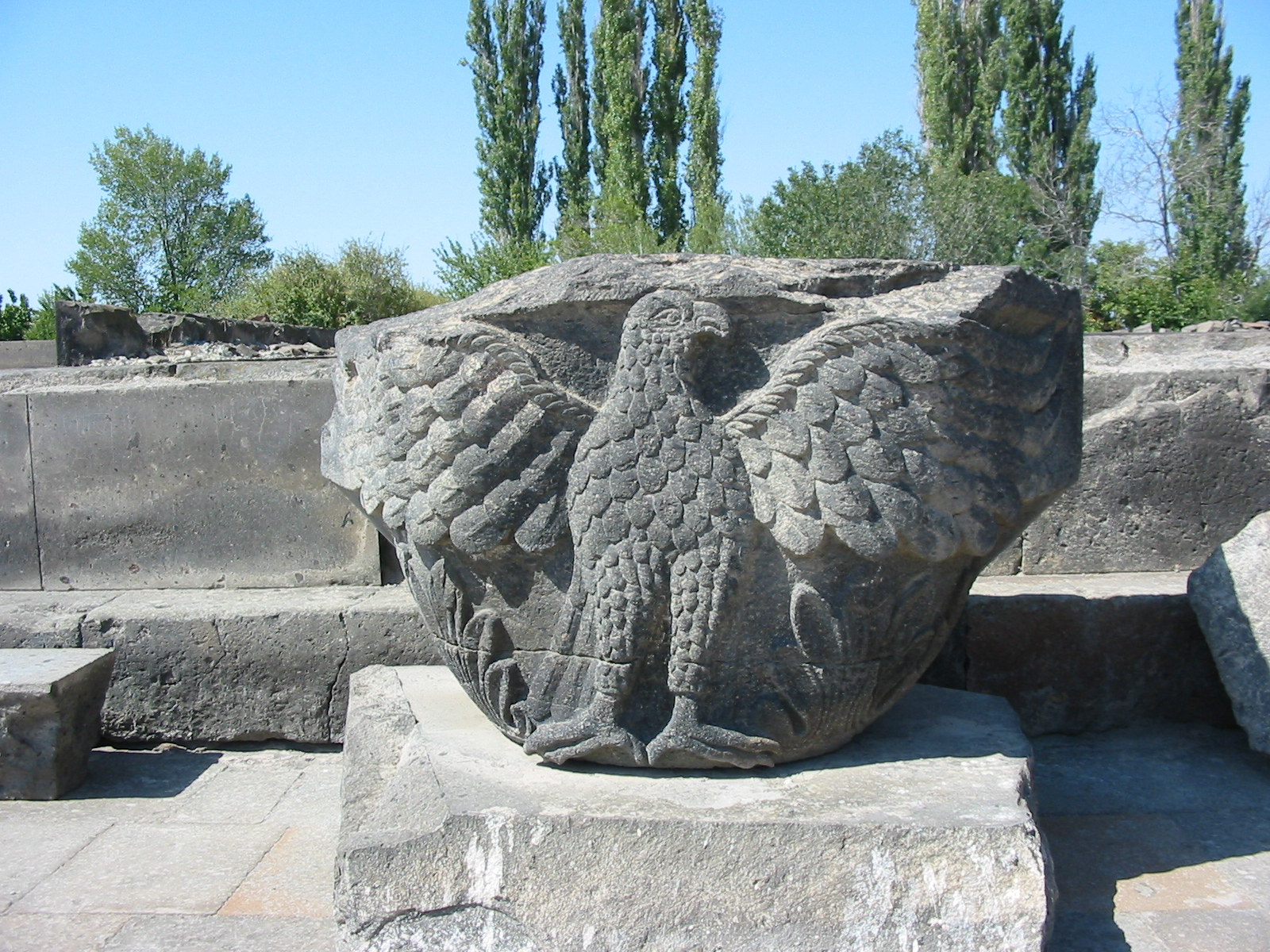
Kapitel kolumny z orłem
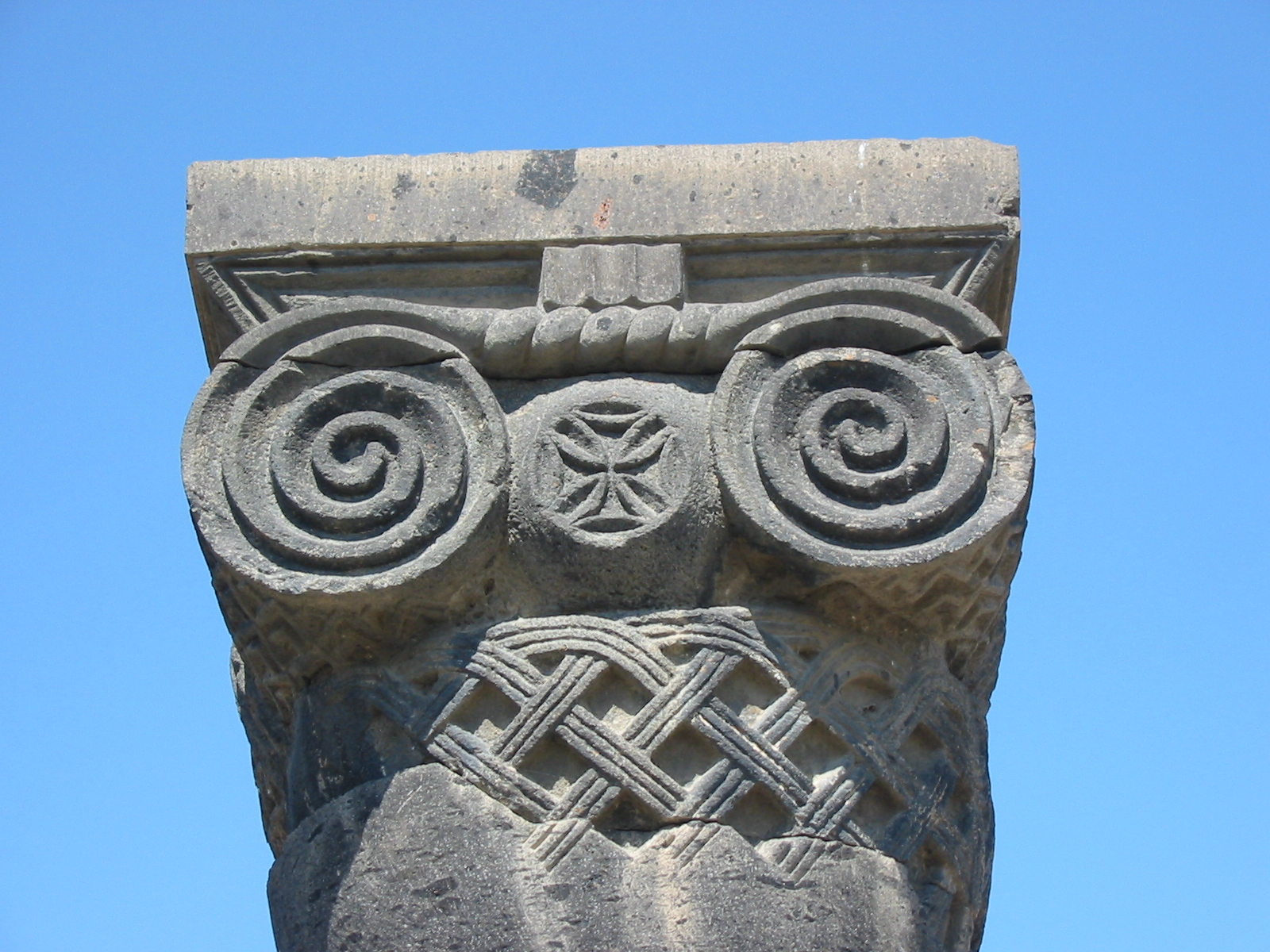
Kapitel kolumny z ornamentem plecionkowym

## Literatura
- David Marshall Lang: Armenia kolebka cywilizacji, Państwowy Instytut Wydawniczy, Warszawa 1975
- С.Х. Мнацаканян: Звартноц - Памятник армянского зодчества VII века, Исскусство, Москва 1971
- С. Мнацаканян и Н. Степанян Памятники архитектуры в Советской Армении, Аврора, Ленинград 1971